# Catherine Poncin
Pour les articles homonymes, voir Poncin.
Catherine Poncin, née à Dijon en 1953, est plasticienne, photographe et vidéaste française. Elle vit à Montreuil en Seine-Saint-Denis en France et Tanger au Maroc.

## Biographie
Au cours des années 1980, Catherine Poncin entreprend de mener en autodidacte une carrière artistique. Elle participe à des workshop lors des Rencontres d'Arles à Arles avec Duane Michals, Jean-François Bauret, Claude Henry Dityvon, Alain Fleischer. Depuis 1996, la galerie Les Filles du Calvaire de Paris diffuse ses travaux.
Elle a réalisé au Maroc des œuvres artistiques présentées par Abdellah Karroum, créateur de L'Appartement 22 à Rabat. Le réseau culturel et de coopération française - France Diplomatie -  Ministère des affaires étrangères participe à l'élaboration et à la promotion de nombre de ses projets.
Elle a été chargée de cours à l’université Paris 8, dans le département photographie multimédia, de 2000 à 2005. Le diplôme d’art-thérapeute lui a été attribué par l’École nationale supérieure d'art de Bourges et le Centre de santé mentale George Sand de Bourges

## Pratiques artistiques
Catherine Poncin mène depuis 1980 une quête photographique et plastique qu'elle nomme «De l'Image, par l'image»,. Elle initie des travaux personnels et répond à des commandes/cartes blanche. Ses œuvres associent le thème de l’archive aux concepts de mémoire, de patrimoines matériels et immatériels. Photographies, vidéos, livres d’artiste, performances, installations entrent dans le champ de création de l’artiste. Elle initie travaux et workshops en France et à l’International : Algérie, Maroc, Sénégal, Brésil, Jordanie, Québec, Laos, Pays-Bas, Mauritanie, Colombie, République démocratique du Congo.
« Catherine Poncin fait partie de ceux qui s'emparent des archives et cherchent les moyens de les faire résonner pour nous faire ressentir ce que les acteurs les plus modestes de l'Histoire ont pu vivre. Il s'agit moins de construire une forme explicative, comme dans le travail de l'historien, que d'une forme inductive, une connaissance sensible qui réduit la distance qui nous sépare d'une époque révolue. »
Photographe, Catherine Poncin ne l’est pas au sens strict. Son activité, en revanche, la qualifie bien mieux comme « post-photographe ». Qu’entendre par là ? Catherine Poncin, plutôt que photographier, rephotographie. L’appareil photo ne lui sert pas à capter la réalité, il n’a pas vocation à « écrire la lumière », n’est jamais utilisé comme matériel d’enregistrement de la réalité. Outil mécanique, en revanche, voué ici à l’emprunt, à l’appropriation : images déjà existantes, images appartenant au vaste territoire du monde trouvé, images disponibles dont la boîte noire va s’emparer et dont Poncin fera son bien photographique, par adoption « De l’image par l’image » dit d’ailleurs l’artiste de sa méthode, avec sobriété.

## Œuvres (sélection)

### Œuvres photographiques
- Archives d'un présent, Saisies de vos traits disparus, 2015
- Traversées, 2014
- 1418. Échos, versos et graphies de batailles, 2014
- CARMEN MUNDI, 2013 - 2014
- De Fonds... en combles, 2010
- Du manque de 'bons points' au comble de l'image, 2009
- L'Ultime, 2008 - 2009
- Corpus, 2008
- La boîte de Pandore, 2008
- Eloge de combats ordinaires, 2008
- Traverses, 2007
- Vis à Vis Seine-St-Denis, 2007
- Vertiges, 2006
- Vis à Vis Miramas, 2006
- Eclats, 2004
- Palimpseste, 2002
- Du champ des hommes, territoires, 2001
- Clair-obscur, mémoire de fosses, 1998-1999
- Corps de classe, 1999
- Entre-Actes, 1997
- Du Nous, 1997

### Livres Objets
- Le marin mis en pièces  2014 - Du manque de 'bons points' au comble de l'image  2009 - Je n'ai plus de larmes 1997 -

### Vidéo
- Prélude à vos ombres, déplacées 2015  HD 16/9  17 min
- Le marin mis en pièces  2014  HD  6 min
- Chants  de roses  2014 HD 16/9  6 min
- mamèr.moi  2006 HD 20 min  DVD Éditions Incidences Point sur le i
- Ode à Neuf voix  2012  4/3  20 min
- Échec et Mat  2012  HD 16/9  15 min 15 s
- Mourad ou l'épopeade sfigurata 2011  9 min 30 s 4/3
- Digression IV  Ou comment bercer de chants les prémices d'un envol  2010  HD  4/3 8 min

## Publications
- Archives d’un présent, texte : Ricardo Arcos-Palma, Éditions Fliligranes, 2015
- 1418. Échos, Versos & Graphies de Campagnes, Michel Poivert, Filigranes, 2014
- Un visage des visages, Frédérique Chapuis, Éditions Invenit, 2012
- La Boite de Pandore, Nathalie Leleu, Éditions Filigranes, 2008

## Collections publiques
- Médiathèque, Evreux
- Artothèque, Auxerre
- Artothèque, Nantes
- Artothèque de Caen
- Fonds départemental d’art contemporain, Bobigny
- Fonds municipal d'art contemporain de la Ville de Paris
- Fonds national d’art contemporain, Paris
- Musée de l’histoire vivante, Montreuil
- Musée Nicéphore Niépce, Chalon-sur-Saône
- Musée de l’Élysée, Lausanne, Suisse
- Musée municipal de La Roche-sur-Yon
- Polaroïd U.S.A, Massachusetts, USA
- Conseil général de la Seine-Saint-Denis[7]